# Elise Stier
Elise Stier, född 1848 i Helsingfors, död 1920 i Ekenäs, var en finländsk skådespelare.
Stier gjorde scendebut 20 september 1872 i föreställningen Jane Eyre på Svenska Teatern. Hon var elev vid Dramatens elevskola på 1870-talet, och uppträdde på Nya teatern i Göteborg hösten 1874, 1876 och våren 1877. Under 1880-talet var hon engagerad vid både Albert Ranfts och Therese Elffors' teatersällskap i Sverige, liksom vid Svenska Teatern i Helsingfors. Under 1890-talet spelade hon i teatersällskap i Sverige, och hos Svenska Inhemska Teatern i Finland. 
Stier var karaktärsskådespelerska och specialiserad, som många andra finlandssvenska skådespelerskor vid den tiden, i de äldre kvinnorollernas fack. 

## Teater

### Roller
| År   | Roll             | Produktion                        | Regi | Teater                   |
| 1872 | Jane Eyre        | Jane Eyre Charlotte Brontë        |      | Nya teatern, Helsingfors |
| 1874 | Sigrid den fagra | Bröllopet på Ulfåsa Frans Hedberg |      | Nya teatern, Göteborg    |
| 1875 | Amelie           | Dagsländorna Frans Hedberg        |      | Nya teatern, Göteborg    |
| 1876 | Hermione         | En vintersaga William Shakespeare |      | Nya teatern, Göteborg    |
| 1877 | Margaretha       | Helmfrid Gustav III               |      | Nya teatern              |
| 1885 | Etatsrådinnan    | En skandal Otto Benzon            |      | Albert Ranfts sällskap   |
| 1885 | Lady Janet Roy   | En synderska Wilkie Collins       |      | Albert Ranfts sällskap   |

### Fotnoter
1. ↑  ”Tidningsnotis”. Åbo Posten:  s. 1. 3 november 1874. http://www.digi.lib.helsinki.fi/sanomalehti/binding/516468. Läst 29 oktober 2015.
2. ↑  ”Tidningsnotis”. Dagens Nyheter:  s. 2. 26 maj 1875. http://arkivet.dn.se/arkivet/tidning/1875-05-26/3166/2. Läst 30 juli 2015.
3. ↑  ”Vår landsmaninna fröken Elise Stier”. Morgonbladet:  s. 2. 19 januari 1877. http://www.digi.lib.helsinki.fi/sanomalehti/binding/381408#?page=2. Läst 29 oktober 2015.
4. ↑  ”Fröken Elise Stier”. Helsingfors dagblad:  s. 3. 18 november 1877. http://www.digi.lib.helsinki.fi/sanomalehti/binding/436232#?page=3. Läst 29 oktober 2015.
5. ↑  ”Finska skådespelerskor i Sverige”. Wiborgsbladet:  s. 2. 10 februari 1885. http://www.digi.lib.helsinki.fi/sanomalehti/binding/480748#?page=2. Läst 29 oktober 2015.
6. ↑  ”Finsk skådespelerska i Sverige”. Finlands allmänna tidning:  s. 3. 21 april 1885. http://www.digi.lib.helsinki.fi/sanomalehti/binding/8564#?page=3. Läst 29 oktober 2015.